# ام‌وی ملیسا آن
ام‌وی ملیسا آن (به انگلیسی: MV Melissa Ann) یک کشتی است که طول آن ۷۷ فوت (۲۳٫۵ متر) می‌باشد. این کشتی  در سال ۱۹۸۸ ساخته شد.